# 東京都立園芸高等学校
東京都立園芸高等学校（とうきょうとりつ えんげいこうとうがっこう、英: Tokyo Metropolitan Engei High School）は、東京都世田谷区深沢五丁目にある都立の農業高等学校。設置学科は園芸科、食品科および動物科。全日制課程と定時制課程を併設している。略称は園芸（えんげい）、園高（えんこう）、園芸学校（えんげいがっこう）、東園（とうえん）等。

## 概要
1908年（明治41年）、東京府立園芸学校として開校。当時相次いで全国各地に農業学校が設立された中、花卉園芸（観賞園芸）・蔬菜・果樹等の園芸の分野に特化した教育を行っていた。
戦前から戦後にかけては全国の農業学校の中心的な立場を持ち、東京近郊からだけではなく全国から生徒が集まった。戦前までは5年制の寮制の学校であり、朝鮮半島や中国からの留学生もいた。卒業にあたっては論文の提出が課された。戦後に共学となるまでは男子生徒のみであった。
2006年（平成18年）には学科改編を行い、愛玩動物について学ぶ「動物科」を新設した。
2021年（令和3年）度の全日制の生徒数は420人（女子274人・男子146人）。

## 沿革
- 1908年（明治41年）
  - 農業学校（甲種程度）として設立認可される。
  - 東京府立園芸学校開設。
- 1909年（明治42年） - 寄宿舎を開設。
- 1910年（明治43年） - 玉川果樹園を開設。
- 1926年（大正15年） - 学則改正で定員500名、修業年限が5年となる。
- 1930年（昭和5年） - 専修科を新設。
- 1941年（昭和16年） - 本科を園芸科と造園科に分離。
- 1944年（昭和19年） - 専修科を廃止。農業科を新設。
- 1948年（昭和23年） - 東京都立園芸新制高等学校と改称。同時に本校定時制課程、定時制砧分校、八丈分校を設置。全日制は修業年限3ヵ年となる。
- 1949年（昭和24年） - 初の女子生徒が編入、以後共学となる。
- 1950年（昭和25年）
  - 東京都立園芸高等学校と改称。
  - 八丈分校が独立し、東京都立八丈高等学校となる。
- 1951年（昭和26年） - 東京都農業研究指定校に指定。
- 1953年（昭和28年） - 文部省産業教育指定校となる。
- 1955年（昭和30年） - 同窓会により、伊豆下田に下田農場を開設。
- 1957年（昭和32年）
  - 農業科を廃止。農産製造科を設置。
  - 創立五十周年記念事業協賛会を結成。
- 1958年（昭和33年） - 砧分校を廃止。
- 1959年（昭和34年） - 東京都高等学校道徳教育協力校に指定。
- 1962年（昭和37年） - 東京都高等学校農業研究協力校に指定。
- 1963年（昭和38年） - 農産製造科を食品化学科に改称。
- 1964年（昭和39年） - 寄宿舎を廃止し、プール建設のために取り壊し。
- 1965年（昭和40年） - 下田農場が本校の管理となる。
- 1989年（平成元年） - 初めて女子の生徒数が男子を上回る[2]。
- 1990年（平成2年） - 校内にバラ園を築造。定時制「園芸技術専修生」制度が開始。
- 1997年（平成9年） - 食品化学科を食品科学科に、造園科を造園デザイン科に改称。
- 1998年（平成10年） - 園芸科を園芸デザイン科に改称。
- 2006年（平成18年） - 園芸デザイン科と造園デザイン科を園芸科に、食品科学科を食品科に改組。動物科を設置。
- 2008年（平成20年） - 創立100周年を記念して「100周年記念講堂」が落成。特別校舎棟が落成。
- 2015年（平成27年）7月18日 - 愛知県立安城農林高等学校と友好校の協定書を締結[3]
- 2020年（令和2年） - 日本テレビ系列のバラエティー番組「ザ!鉄腕!DASH!!」の企画に協力し、校内に水田の設置を許可。害虫対策や稲刈りなどの農作業に生徒が協力[4]。

## 象徴

### 植樹
- イチョウ並木

正門から本館までの100メートルもあるイチョウ並木は、1912年（大正元年）頃植えられたもので、樹齢は90歳を越えている。
- 徳川家光（第三代将軍）遺愛の松（五葉松）

「校内設備」にも挙げられているが、本校創立に際し、東京府が購入し本校に移管されたもの。これを見に来る一般見学者も少なくはない。日本最古の三つの盆栽のうちの一つで、もう一つも本校に、三つ目は宮内庁所蔵。上記購入時には五葉松盆栽2鉢、赤松盆栽1鉢が購入された。この3鉢が現在も栽培管理されており、徳川第三代将軍家光公遺愛のものはそのうち2つの五葉松盆栽である。
- ハナミズキ

1912年（大正元年）に当時の東京市長から、ワシントンに3,000本の桜が贈られ、その返礼として、1916年（大正5年）に東京市に白花のハナミズキが40本贈られた。そのうちの2本が本校に植えられている。
ワシントンに送った桜の内いくらかを、当時の東京府立園芸学校が管理していたため送られたものである。どれほどの桜が管理されていたかは不明。（という説もあるが、アメリカ・ワシントンDCにあるポトマック河畔に植えるために上記の3,000本の桜を輸出する任務に就いたのが当時の東京府園芸学校長であった熊谷八十三であり、その縁から東園にハナミスキが贈られたという説もある。無病状態の清潔なサクラの苗を熊谷が準備したとき、彼は東園の校長ではなく、興津園芸試験場の技師であった。）
上記サクラとハナミズキ交換交流の成立経緯は、アメリカ人女性作家エリザ・シドモア氏が日本の桜並木を母国アメリカのポトマック湖畔に再現する着想を得たことに始まる。その計画を当時のアメリカ大統領夫人のヘレン・タフト氏が発展させ、アメリカ側の受け入れ機運が高まった。当時の東京市長・尾崎行雄氏が日本側の寄贈準備を進め、当時アメリカで生化学事業を成功させ日米友好のための団体・日本クラブThe Nippon Clubの初代会長を務めた高峰譲吉氏が在米日本人実業家より寄付を集め資金的な基盤を整えた。まず2000本の桜を輸出したが、アメリカ入港時の検疫で病虫害が見つかり滅却処分された。2回目の輸出では万全を期すため、苗木の育成には綿密な準備が図られた。植物学者の三好学氏が荒川の堤沿いに植えられたものから穂木を採る品種を選び、台木は線虫罹患の危険性のない兵庫県川辺郡（現：伊丹市）で育成され、興津農業試験場で接ぎ木され、苗木が仕立てられた。この際実務を担当したのが都立園芸高校初代校長の熊谷八十三だった。
- ナシ

菊池秋雄博士が本校在職中、1916年（大正5年）に日本梨の在来種を人工交配し、その結果、数種の優良新品種を得た。その中の菊水・八雲は、当時の梨栽培業者から歓迎されて、全国的に栽培されるに至った。のちに、豊水・幸水・新水のもとになった。現在は、この3品種は合わせて「三水」とも呼ばれている。
- スクールカラー

スクールカラーは紫である。これは、校旗や野球部の帽子などに反映されている。

### 校歌
- 1919年（大正8年）2月11日制定

作詞：土井晩翠 作曲：中田章

## 生徒心得
園芸棟に生徒心得が書かれた大きな木製の額が掛けられている。これは東京農業大学初代学長でもあった農学者の横井時敬によって定められたもので、日付は明治43年4月27日となっている。五か条からなるもので各条項は下記の通り。
一 礼節を正し廉恥を重んじ 古武士の風を養うべし
一 学業を励み知能を啓発すべし
一 勤労を以て身を馴らし 剛毅忍耐の気象を養ふべし
一 利を忘るべからざるも 他に迷惑を及ぼすことあるべからず
一 質素を旨とすべし、要は只誠意にあり

## 教育課程
全日制課程
- 園芸科
  - 園芸コース
    - 野菜専攻
    - 果樹専攻

  - 園芸デザインコース
    - ガーデニング専攻
    - フラワー専攻
- 食品科
  - 加工コース
  - 調理コース
  - 栄養コース
- 動物科
  - 動物愛護コース
  - 動物環境コース

改組前は、園芸デザイン科・造園デザイン科、食品科学科。
定時制課程
- 園芸科

定時制には3年に編入し農業課程のみを履修する「園芸技術専修生」もある（要高卒（旧制中学等含む）以上資格）。

## 施設・設備

### 校内設備

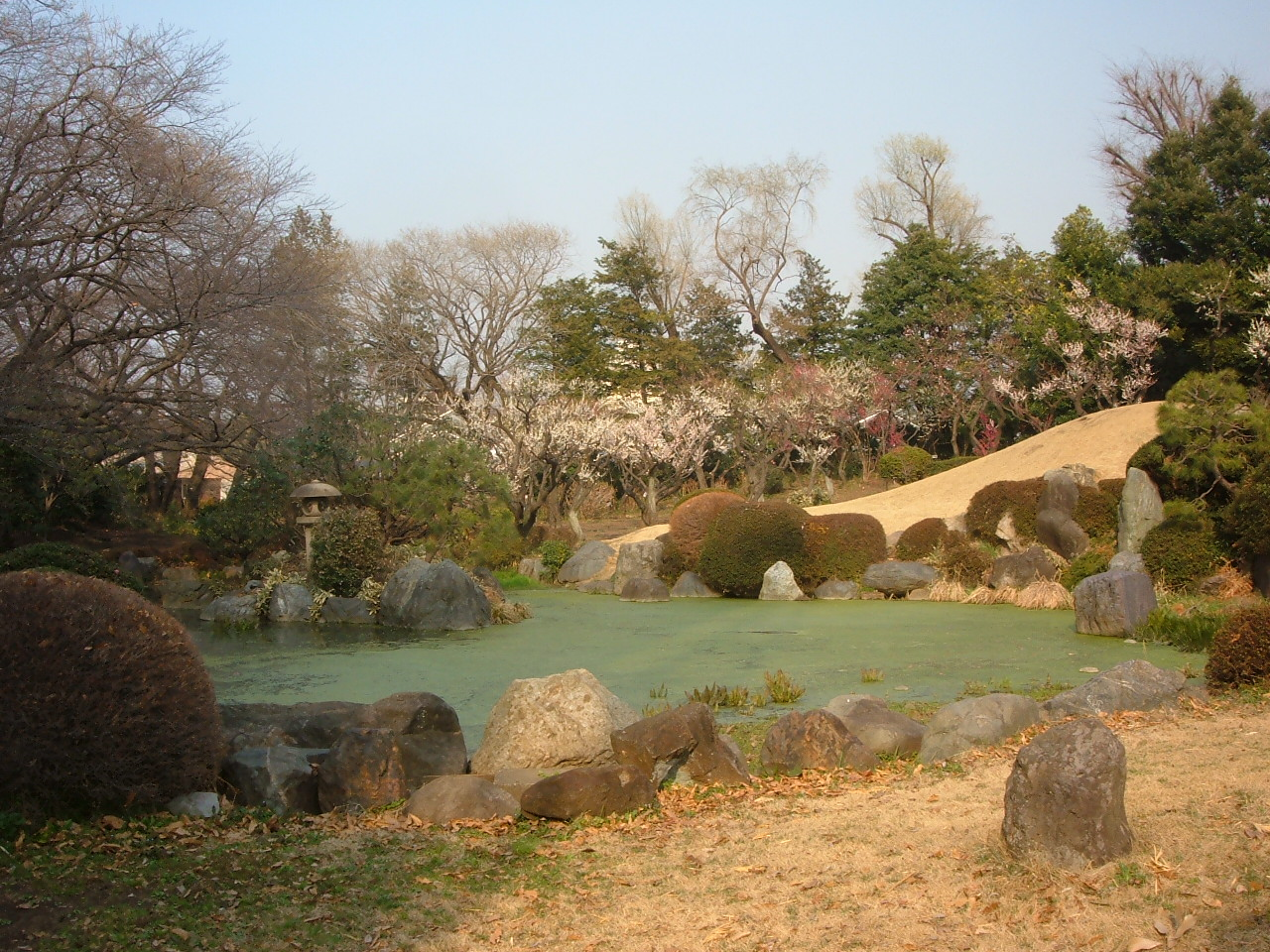
日本庭園

東京ドーム約2.3個分の敷地の中に、下記をはじめとしてさまざまな設備を備える。
- バラ園

本校出身のバラ作出家（育種家）・鈴木省三から寄贈された約200種類のバラが栽培されている。中には貴重な原種もあり、毎年5月の公開日には多くの人でにぎわう。普段は主に園芸科の生徒によって管理されている。
- 日本庭園

開校60周年記念事業として造営された。滝、中ノ島と州浜のある池、枯山水、築山、梅林などがある、本格的な日本庭園。主に園芸科の生徒によって管理されている。
- 西洋庭園

フランス整形式庭園（沈床式庭園、サンクンガーデン）とイギリス風景式庭園がある。主に園芸科の生徒によって管理されている。
- 盆栽棟（徳川三代将軍遺愛の松）

主に園芸デザイン科の盆栽の授業で使用されており、建物の前には100を超える大小様々な盆栽が栽培されているスペースがある。その中でも特に貴重なものに、徳川3代将軍・家光が愛した五葉松の盆栽が2鉢あり、生徒からは「三代さん」と呼ばれて親しまれている。この三代さんも含め、盆栽の管理は園芸科の生徒によってなされている。

### 校外施設
本校の他に、
- 玉川果樹園（東京都世田谷区玉堤）
- 下田農場（静岡県下田市須崎）

の2つの実習地がある。玉川果樹園は1910年（明治43年）に、内務省から治水山林の払い下げを受け開設。普段から園芸科の授業で使用され、生徒は昼休み中に本校から徒歩30分かけて果樹園へ向かうことになる。
下田農場は、1955年（昭和30年）に同窓会によって開設、1965年（昭和40年）に本校の管理となった。農場には主に柑橘類の果樹や熱帯植物があり、長期休業期間に各科の実習に使われている。またかつてはこの2つの他に、砧農場も所有していた。

## 学園祭
園芸展は菊の開花に合わせて毎年11月第2土曜・日曜に行われる。

## ボランティア
- 三宅島緑化プロジェクト

2000年（平成12年）の三宅島噴火後、本土に避難していた東京都立三宅高等学校の生徒・教員と本校との交流が始まったのをきっかけに、2005年（平成17年）度から始まった活動である。活動の目的は、噴火で失われた三宅島の緑を増やすことであるが、同様に現地の人との交流等にも重きを置いている。卒業生達もNPO法人園芸アグリセンターを設立し、学校と共に、このプロジェクトの運営に参加している。

## 交通
出典 : 
電車
- 東急大井町線等々力駅より徒歩18分

バス
| 乗車駅       | 系統         | 下車停留所                  | 運行事業者 |
| ------------ | ------------ | --------------------------- | ---------- |
| 世田谷駅     | 等11・等13   | 「園芸高校前」、徒歩3分     | ■東急      |
| 成城学園前駅 | 等12         | 「園芸高校前」、徒歩3分     | ■東急      |
| 渋谷駅       | 渋82         | 「園芸高校前」、徒歩3分     | ■東急      |
| 桜新町駅     | 黒07・都立01 | 「日本体育大学前」、徒歩5分 | ■東急      |
| 二子玉川駅   | 玉21         | 「日本体育大学前」、徒歩5分 | ■東急      |
| 恵比寿駅     | 恵32         | 「日本体育大学前」、徒歩5分 | ■東急      |
| 自由が丘駅   | 自01・自02   | 「日本体育大学前」、徒歩5分 | ■東急      |

## 同窓会
東京都立園芸高校には大きく分けて3つの同窓会が存在する。
- 東京都立園芸高等学校同窓会

同校の卒業生全てが対象の同窓会。
- 東園みどりの会

同校の造園科卒業生と、同校卒業生で造園業に従事している者が主体の同窓会。
- 若葉の会

同校の卒業生でも近年卒業した者が主体となっている同窓会。
- その他

他にも、学年、委員会、部活動ごとに同窓会が組まれているが、その数や団体名は不明。

## 著名な出身者
- 福富太郎 - 実業家、絵画蒐集家
- 小泉昭男 - 参議院議員
- 大井次三郎 - 植物分類学者
- 鈴木省三 - バラ作出家（育種家）
- 石原まこちん - 漫画家
- 笹原木実 - 刺繍作家
- 叶井俊太郎 - 実業家
- 古今亭今いち - 落語家
- サヘル・ローズ - タレント[7]

校長
1. 熊谷八十三 (1908.2.22 - 1909.7.31)
2. 鈴木武太郎 (1909.7.31 - 1917.5.21)
3. 山本正英 (1917.5.21 - 1939)
4. 高築 勇 (1939‐1942)
5. 三田村興二郎 (1942 - 1943)
6. 小川熊男 (1943 - 1947)
7. 山本佳男 (1947 - 1963)
8. 河南慶一 (1963 - 1968)
9. 見城一 (1968 - 1971)
10. 小星芳路 (1971 - 1975)
11. 稲垣実夫 (1975 - 1979)
12. 千葉良蔵 (1979 - 1982)
13. 末信憲三 (1982 - 1984)
14. 赤木昭治 (1984 - 1987)
15. 桑原猛則 (1987 - 1990)
16. 原田龍志 (1990 - 1992)
17. 野中進 (1992 - 1995)
18. 上松信義 (1995 - )

- 現校長：一ノ瀬淳

## 書籍・官製絵葉書
東京府立園芸学校および東京都立園芸学校編の書籍は以下のものがある。
- 『東京府立園芸学校一覧. 明治41-44年度』編集兼発行人 東京府立園芸学校中・田中重吉 65p 1912年 明治45年[8]
- 『実用園芸』東京府立園芸学校編纂 東京府立園芸学校代表者・山本正英著 明文堂発行 658p 1935年 昭和10年
- 『観賞園芸』東京府立園芸学校編纂 東京府立園芸学校代表者・山本正英著 明文堂発行 348p 1937年 昭和12年
- 『観賞園芸』東京都立園芸高校編 農山漁村文化協会発行 416p 1970年 昭和45年（※創立60年記念出版・非売品の上製本と一般販売用の並製本の2種がある）

東園同窓会発行の書籍には以下のものがあり、他に同窓会誌『東園』がある。
- 『東園の七十年』発行者：東京都立園芸高等学校同窓会 同窓会長 荒川源三郎、発行所：東京都立園芸高等学校 399p 1978年 昭和53年 （創立70周年記念）
- 『写真で見る東園の90年』発行者：東園同窓会、発行所：東京都立園芸高等学校東園同窓会 186p 1998年 平成10年（創立90周年記念）
- 『歴史を語る東園の樹々』発行者：東園同窓会、発行所：東京都立園芸高等学校東園同窓会 110p 2008年 平成20年（創立100周年記念）

※周年記念事業は20周年より始まった。20周年には記念館（現在の図書館）が建設され、次に40周年時には図書館前にある西洋庭園（フランス式沈床庭園）が造成された。50周年には講堂の増改築が行われ、A5判70ページほどの小冊子が発行された。60～100周年時には上記書籍が発行された。80周年時には書籍ではなくビデオが作成された。
他に戦前より昭和46年までの学生に課せられた卒業論文が同窓会の管理下で保管されており総数約3900点に及ぶ。他に見られないテーマを扱ったものもあり貴重な内容のものが含まれる。卒業論文の他に大正～昭和戦前までの園芸雑誌『実際園芸』やアメリカの植物学・園芸学者のLiberty Bailey 氏著作の『Standard Encyclopedia of Horticulture』、ドイツ人植物分類学者Adolf Engler氏著作の『Die Naturlichen Pflanzenfamilien』等が保管されている。敗戦時の学制改革以前、5年寄宿制時には現在の大学水準に相当した教育が行われていたものと偲ばれる。
官製絵葉書（裏面が写真）が戦前に複数回、日本郵便より発行されている。
- 「大正十年十一日陸軍特別大演習記念絵葉書」大正10年11月に旧日本陸軍の特別大演習の御講評場として本校が使用された際の記念絵葉書。3種類で1組。
- 昭和初期に発行されたと考えられる絵葉書。当時の東京府立園芸学校の随所や授業風景等の写真が背面に使われている。

印刷所毎にデザインが微妙に異なるのか或いは複数回に亘り発行されているのかは不明だが、文字色違いや縁の有無などバリエーションは数十種類に及ぶ。20周年記念会館という建物の写真が使用されている種類もあるため、少なくとも1部の種類は昭和3年以降に発行されたことが確認できる。

## 避難場所として
震災時の広域避難場所に指定されている。割当地区は等々力三、八丁目、深沢五、七、八丁目、中町二から五丁目、上野毛一丁目（一部）、上野毛四丁目、瀬田三丁目、用賀一丁目。